# Simone de Beauvoir
Simone Lucie Ernestine Marie Bertrand de Beauvoir (Pariz, 9. siječnja 1908. – Pariz, 14. travnja 1986.), francuska spisateljica, intelektualka, egzistencijalistička filozofkinja, politička aktivistkinja, feministkinja i društvena teoretičarka. Iako samu sebe nije smatrala filozofkinjom, značajno je utjecala na egzistencijalizam i feminističku teoriju. De Beauvoir je napisala brojne romane, eseje, biografije, autobiografiju te monografiju o filozofiji, politici i društvenim pitanjima. Svojim zalaganjem za emancipaciju žena i nekonformističkim duhom zauzela je istaknuto mjesto u francuskom egzistencijalizmu lijeve orijentacije.
Najpoznatija je po djelu Drugi spol (1949.), detaljnoj analizi ženske povijesti i suvremene egzistencije. Ova knjiga jedno je od temeljnih uporišta suvremenog feminizma. U Hrvatskoj, prijevod Drugog spola objavljen je nedavne 2016. godine u izdanju Naklade Ljevak. Među ostalim djelima Simone de Beauvoir ističu se Uspomene dobro odgojene djevojke te kraći roman Veoma blaga smrt u kojem je krajnje realistički prikazala posljednje trenutke u životu svoje majke.

## Biografija

### Rane godine
Simone de Beauvoir rodila se u Parizu, 9. siječnja, 1908. godine. Njezini roditelji bili su Françoise de Beauvoir i Bertrand de Beauvoir, a imala je i dvije godine mlađu sestru Hélène, koja će jednog dana postati slikaricom. Budući da su izgubili mnogo materijalnih dobara tijekom Prvog svjetskog rata, obitelj se borila kako bi zadržala svoj buržoaski status. Ipak, Simone i Hélène školovale su se u jednoj od tada najprestižnijih samostanskih škola. De Beauvoir je bila veoma religiozna djevojčica i namjeravala je postati časnom sestrom. U svojim teenagerskim godinama, međutim, izgubila je vjeru ostavši ateistkinjom do kraja života.

#### Obrazovanje
Nakon što je postala sveučilišna prvostupnica (baccalaureus) matematike i filozofije 1925. godine, nastavila je studirati matematiku na Institut Catholique de Paris te književnost i jezike na Institut Sainte-Marie. Zatim je studirala filozofiju na Sorbonnei gdje je diplomirala 1928. godine. Netom poslije napisala je diplôme d'études supérieure (usporediva je s magistarskom disertacijom) o Leibnizu. Simone de Beauvoir bila je deveta žena koja je diplomirala na Sorbonnei, jer su se Francuskinje tek tada izborile za pristup visokom obrazovanju.
U početku je de Beauvoir radila s Maurice Merleau-Pontyjem i Claude Lévi-Straussom jer su sve troje završili predavačku praksu u istoj srednjoj školi. Iako nije bila na službenom popisu studentica/studenata, slušala je predavanja na École Normale Supérieure gdje se pripremala za agrégation u filozofiji, vrlo težak poslijediplomski ispit koji je služio rangiranju studentica/studenata na nacionalnom nivou. Dok je tamo studirala upoznala je studente Jean-Paul Sartrea, s kojim je bila u romantičnoj vezi, Paula Nizana i René Maheua. Iako su de Beauvoir i Sartre bili partneri pedeset i jednu godinu, de Beauvoir je odlučila nikad se ne udavati ili živjeti u kohabitaciji; imala je ljubavnice i ljubavnike te nije imala ambicija postati majkom. Svoj život posvetila je obrazovanju i političkom angažmanu, pisala je i podučavala. Ocjenjivači za agrégation dodijelili su Sartreu prvo mjesto, dok je de Beauvoir završila na onom drugom. Ipak, u dobi od samo dvadeset i jedne godine, postala je najmlađom osobom u povijesti koja je položila ovaj ispit.
Pišući o svojoj mladosti u Uspomenama dobro odgojene djevojke, de Beauvoir je zamijetila: "...individualizam mojeg oca i poganski etički standardi bili su u potpunoj suprotnosti s rigidnim moralnim konvencionalizmom učenja moje majke. Ova neravnoteža, koja je učinila moj život vrstom beskonačne disputacije, glavni je razlog zbog kojeg sam postala intelektualka".

### Srednja dob
Od 1929. do 1943. godine, de Beauvoir je podučavala kao lycée (profesorica ili profesor kojai mlade srednjoškolske dobi priprema za Baccalaureat), sve dok se nije mogla uzdržavati isključivo od zarade koju bi stekla svojim intelektualnim radom, odnosno pisanjem. Podučavala je na Lycée Montgrand (Marseille), zatim Lycée Jeanne-d'Arc (Rouen) te Lycée Molière (Paris). Što se tiče trendova u filozofiji koji su utjecali na de Beauvoir, valja spomenuti Sartrea čija se misao nazire u egzistencijalističkim spisima poput njezinog romana Gošća. Također, de Beauvoir je značajno utjecala na Sartreovo poznato djelo Bitak i ništa: ogled iz fenomenološke ontologije. U mnogim se njezinim djelima osjeća utjecaj Hegela i Leibniza. Naime, neo-hegelijanski preporod vođen Alexandrom Kojèveom i Jeanom Hyppoliteom 1930ih inspirirao je čitavu generaciju francuskih misliteljica i mislioca, uključujući i de Beauvoir, koji su nanovo otkrili Hegelovu Fenomenologiju duha. 1950. i 1954. godine de Beauvoir je osvojila najprestižniju francusku književnu nagradu za roman Mandarini. 1977. godine de Beauvoir, Sartre, Barthes, Foucault, Derrida te ostali predstavnici intelektualne elite potpisuju peticiju kojom ze zahtjeva ukidanje dobne granice pristanka na seksualni odnos u Francuskoj.

### Zrela dob i starost
U periodu između 1950. i 1960. de Beauvoir je pisala dnevnike s putovanja po Sjedinjenim Američkim Državama i Kini. Izdani su joj brojni eseji i fikcija, a objavila je i nekoliko zbirki kratkih priča, uključujući i Slomljenu ženu, koja se, baš kao i neka druga djela iz ovog perioda bavi iskustvom starenja. Njezin esej Starenje rijedak je primjer intelektualne meditacije o samoći kakvu ljudi doživljavaju ako ne umru prije šezdesete godine života. Tada piše i autobiografiju u četiri sveska: Uspomene dobro odgojene kćeri, Napon života, Snaga okolnosti te Sve rečeno i učinjeno. 1980. godine objavljena je knjiga Kad duhovne stvari dolaze prve, zbirku kratkih priča baziranih na životima žena važnih za de Beauvoir. Iako su priče napisane čak i prije romana Gošća, de Beauvoir ih dugo nije smatrala vrijednima objavljivanja, stoga su izdane tek četrdeset godina nakon nastanka. U ovom je periodu de Beauvoir održavala sastanke urednica/ka časopisa Moderna vremena u svojem stanu. Nakon Sartreove smrti 1980. godine, de Beauvoir je objavila pisma koja joj je pisao. Umrla od upale pluća 14. travnja, 1986. godine u Parizu, u dobi od 78 godina. Pokopana je do Sartrea na Montparnasse groblju u Parizu.
1970ih de Beauvoir je postala aktivna u francuskom pokretu za oslobođenje žena. Napisala je i potpisala Manifest 343 1971. godine, koji je uključivao i listu poznatih žena koje su uradile abortus, tada ilegalan u Francuskoj. 1974. godine, pobačaj je legaliziran u Francuskoj. U intervjuu s Betty Friedan, de Beauvoir je rekla: "Nijedna žena ne bi trebala biti ovlaštena ostajati kod kuće i odgajati djecu. Društvo bi trebalo u potpunosti promijeniti. Žene ne bi trebale imati taj izbor jer ako on postoji, previše žena će učiniti upravo to. Ovo je način da se žene usmjerava u određenom pravcu". Simone de Beauvoir bila je koautorica spisa Feminizam - živ, dobar i u konstantnoj opasnosti za antologijsko djelo Globalno sestrinstvo: antologija internacionalnog ženskog pokreta.

## Djela

#### Gošća(L'Invitée)
Simone de Beauvoir objavila je svoj prvi roman Gošća 1943. godine. Roman je fiktivna kronika njezinih i Sartreovih seksualno-romantičnih odnosa s Olgom Kosakiewicz i Wandom Kosakiewicz. Olga je bila de Beauvoirina učenica u srednjoj školi Rouen gdje je predavala za vrijeme 1930ih. S vremenom, njih dvije razvile su romantičan odnos. Sartre je imao vezu s Olginom sestrom Wandom i financijski se brinuo o njoj sve do svoje smrti. Neko je vrijeme uzdržavao i Olgu, no ona se zaljubila i vjenčala s Jacques-Laurent Bostom, de Beauvoirinim ljubavnikom. Roman je vremenski periodiziran u razdoblje netom prije početka Drugog svjetskog rata. De Beauvoir je stvorila jednu likinju iz kompleksnog odnosa Olge i Wande. U narativu, de Beauvoir i Sartre imaju ménage à trois s mladom ženom. Roman propituje utjecaj tog događaja na vezu koju je de Beauvoir imala sa Sartreom. Nakon Gošće uslijedilo je još sličnih romana uključujući i Krv drugih koji se bavi prirodom odgovornosti individue kroz ljubavnu priču dvoje studenata za vrijeme Francuskog pokreta otpora u Drugom svjetskom ratu.

#### Egzistencijalna etika
De Beauvoir je 1944. godine napisala svoj prvi filozofski esej "Pir i Kineas", diskusiju o egzistencijalnoj etici. Istraživanje egzistencijalizma nastavila je i u svojem drugom eseju "Etika dvoznačnosti" (1947.). Ovaj esej predstavlja jedan od najpristupačnijih radova koji se tiču francuskog egzistencijalizma. U njemu de Beauvoir tumači proturječja s kojima su se borili njezini suvremenici u vlastitim djelima. "Etika dvoznačnosti" suočava se također s tada aktualnom dilemom apsolutne slobode nasuprot ograničavajućih realnih okolnosti.

### Moderna vremena(Les Temps modernes)
Na kraju Drugog svjetskog rata, de Beauvoir je bila urednica Modernih vremena, političkog časopisa kojeg je Sartre osnovao s Maurice Merleau-Pontyjem. De Beauvoir je koristila Moderna vremena kako bi promovirala svoj rad i ideje. Ostala je urednica sve do smrti. 

### Mandarini(Les Mandarins)
Roman iz 1954. godine za kojeg je Simone de Beauvoir dobila najprestižniju francusku literarnu nagradu Prix Goncourt. Fabula romana smještena je nakon Drugog svjetskog rata i prati privatne živote filozofa iz de Beauvoirinog kruga prijatelja. Knjiga je posvećena američkom piscu Nelsonu Alergenu, njezinom ljubavniku.

## Drugi Spol(Le Deuxième Sexe)
Djelo Drugi spol prvi put je izdano 1949. godine, kada je de Beauvoir imala trideset i osam godina. Knjiga je objavljena u dva dijela: "Mitovi i činjenice" te "Življeno iskustvo". Neka poglavlja najprije su se pojavila u časopisu Moderna vremena, čija je de Beauvoir bila urednica. Drugi spol drži se epohalnim djelom feminističke filozofije i početnom točkom feminizma drugog vala. De Beauvoirino je početno pitanje: "što je žena?" Tvrdi da je muškarac samorazumljiva norma, dok je žena Drugotna. Kreće od biologije i promatra odnos jajašca i sperme u raznih vrsta (ribe, insekti, sisavci...), sve do ljudskih bića. Opisujući fiziologiju muškaraca i žena zaključuje da razlike ne mogu biti bazirane isključivo na tjelesnosti: biologija se mora promatrati u svijetlu ontološkog, ekonomskog i društvenog konteksta.
Prema de Beauvoir, dva su faktora poglavito utjecala na recentnu evoluciju ženskog položaja: način participacije u proizvodnji i ukidanje reproduktivnog ropstva. Majčinstvo je ostavilo ženu zakovanu za tijelo što je muškarcu omogućilo da njome dominira. U antičkoj Grčkoj (s izuzecima poput Sparte, gdje ništa nije ugrožavalo žensku slobodu), žene su bile tretirane poput robova. U Rimskom Carstvu uživale su veća prava, no ipak su bile diskriminirane na bazi spola. Što se kršćanstva tiče, de Beauvoir tvrdi da je ono - uz iznimku germanske tradicije - nastojalo podčiniti žene. U knjizi naglašava promjene u dinamici moći koju donosi takozvana 'dvorska ljubav' dvanaestog stoljeća, prethodnica današnje romantične ljubavi. Zatim opisuje period ranog petnaestog stoljeća gdje posebno ističe mističarku, spisateljicu i reformatoricu Tereziju Avilsku koja je dokazala da se žena može uzdići veoma visoko kad su joj osigurani isti uvjeti kakve imaju muškarci. Kroz devetnaesto stoljeće zakonski je status žena ostao nepromijenjen, ali individue su se isticale svojim radom. De Beauvoir pronalazi greške u Napoleonovom kodu, kritizira Auguste Comtea i Honoré de Balzaca te opisuje Pierre-Joseph Proudhona kao antifeminista. Industrijska revolucija omogućila je ženi da se makne iz doma, no zbog niskih nadnica ovo je dvosjekli mač. De Beauvoir piše o rastu sindikata i participaciji žena u njima. Zatim opisuje širenje kontraceptivnih metoda i borbu za reproduktivna prava i abortus. Bavi se poviješću ženskog sufražetskog pokreta te zaključuje da su žene poput Rose Luxemburg i Marie Curie demonstrirale da nije ženska inferiornost ono što određuje njihovu povijesnu nevažnost, već je obrnuto: njihova povijesna beznačajnost proklela ih je i učinila inferiornima. De Beauvoir dijelove knjige posvećuje menstruaciji, djevičanstvu, ženskoj seksualnosti i spolnim odnosima (uključujući i one homoseksualne), braku, majčinstvu i prostituciji. Pišući o djelima Henry de Montherlanta, D. H. Lawrencea, Paul Claudela, André Bretona i Stendhala, zamjećuje da se ovdje reflektiraju veliki, kolektivni mitovi o ženi. Žena je 'privilegirana Druga', s tim da njena drugotnost ovisi o tome kako će se norma (muškarac) pozicionirati. 'Misterij' je jedan od najprominentnijih muških mitova o ženi. Kako bi ga opovrgnula, de Beauvoir objašnjava da mističnost nije zadana spolom, već situacijom - ona je obilježje svakog roba.
U drugom svesku de Beauvoir opisuje život žene od njezina rođenja do smrti. Uspoređuje odgoj djevojčica i dječaka kako bi pokazala u kolikoj je mjeri ženstvenost proizvod odgoja.  Djevojčica uči vjerovati i štovati muškarca kao božanstvo i zamišljati odrasle ljubavnike (pr. slušanjem bajki op.a.). Kada otkrije da su muškarci gospodari svijeta, promijeni svijest o sebi. De Beauvoir opisuje pubertet, početak menstruacije i način na koji djevojka zamišlja seks s muškarcem. Nabraja različite načine na koje žena u adolescenciji prihvaća svoju ženstvenost. Opsuje seksualne odnose s muškarcima te drži da prva iskustva oblikuju cijeli njen život. Govori o ženskoj biseksualnosti i homoseksualnosti. Zatim se bavi radom udane žene, koji uključuje i brigu o domaćinstvu. Ističe brojne nejednakosti između žena i muškaraca te zaključuje da brak gotovo uvijek uništi ženu, iako je on u suštini institucija koja podčinjava i muškarce i žene. Što se abortusa tiče, dok se izvodi legalno u bolnicama, postoji malen rizik po zdravlje majke. Katolička Crkva, smatra de Beauvoir, ne može tvrditi da duše nerođenih neće završiti u raju zbog neučinjenog krštenja jer bi to bilo kontradiktorno drugim Crkvenim učenjima. Stoga abortus nije moralno pitanje već muški sadizam nad ženom. De Beauvoir opisuje trudnoću, koju se istodobno vidi kao kletvu i dar. Zatim analizira žensku odjeću, njezine prijateljice i odnose s muškarcima. Piše o prostitutkama i njihovim odnosima sa svodnicima i drugim ženama. Spominje i hetere, koje za razliku od prostitutki mogu biti priznate kao individue te biti društveno istaknute. Žensko približavanje menopauzi može podražiti ženske homoseksualne osjećaje, koji su prema de Beauvoir latentni u većine žena. Na pragu starosti, neke žene biraju živjeti kroz svoju djecu, obično sina ili unuke. De Beauvoir smatra da je žena aktivna i efektivna baš kao i muškarac, a njezin rad se drži društveno korisnim (priprema hrane, odjeće, pospremanje doma...). No ona brine što ništa ne radi - žali se, plače, nekad i prijeti suicidom. De Beauvoir smatra da je besmisleno pokušati dokučiti je li ženska pozicija superiorna ili inferiorna, jer je očito kako je ona muška poželjnija. Za ženu nema drugog puta osim onoga koji ide stazom feminističkog pokreta i oslobođenja.
U zaključku,  de Beauvoir piše da se raduje budućnosti gdje su muškarci i žene ravnopravni,  ali kako bi čovječanstvo iznijelo pobjedu, oni moraju ići ponad svoje prirodne razlike te prigrliti uzajamno sestrinstvo/bratstvo.